# Johannes Bach
Johannes Hans Bach (Wechmar, ± 1580 in - (vermoedelijk) Wechmar 1626) was de zoon van Veit Bach, de stamvader van de familie Bach. Zelf was Johannes Bach de overgrootvader van Johann Sebastian Bach.
Johannes Bach was stadspijper in Gotha. Vermoedelijk stierf hij tijdens de Dertigjarige Oorlog.
Johannes Bach had drie zonen:
- Johann Bach
- Christoph Bach
- Heinrich Bach

- Gemeinsame Normdatei: 135754992
- Virtual International Authority File: 11071352